# Albertops robustus
Albertops robustus is een hooiwagen uit de familie Epedanidae. De wetenschappelijke naam van Albertops robustus gaat terug op Roewer.